# Правительство суда черногорского и брданского
Правительство суда черногорского и брданского (серб. Правитељство суда црногорског и брдског) является первым органом государственной власти в Старой Черногории, который был основан на совете черногорского правительства в монастыре Станевичи в октябре 1798 года. Этот орган также назывался Сенат или Кулук, а его члены — сенаторы или кулуци. Он был главной юридической силой, а его решение подписывалось митрополитом или губернатором. Следует отметить, что тогда же был принят закон, называемый Стега, а позже началась подготовка Законника общего Черногории и Брды (Гор). Орган разбирал такие дела, как грабежи, убийства, распри частых лиц. Существовали также нижестоящие суды внутри племен.